# باري غالاغير
باري غالاغير (بالإنجليزية: Barry Gallagher)‏ هو لاعب كرة قدم بريطاني في مركز الوسط، ولد في 7 أبريل 1961 في إنجلترا في المملكة المتحدة. لعب مع برادفورد سيتي ونادي سكاربورو ونادي مانسفيلد تاون ونادي هاليفاكس تاون وهامرون سبارتانز.